# Oncocnemis diaphana
Oncocnemis diaphana är en fjärilsart som beskrevs av Igor Kozhanchikov 1923. Oncocnemis diaphana ingår i släktet Oncocnemis och familjen nattflyn. Inga underarter finns listade i Catalogue of Life.